# Comuna Seredînka, Cernihiv
Seredînka (în ucraineană Серединка) este o comună în raionul Cernihiv, regiunea Cernihiv, Ucraina, formată din satele Seredînka (reședința), Sinojațke și Topciivka.

## Demografie
Componența lingvistică a comunei Seredînka
     Ucraineană (97,87%)
     Rusă (2,13%)
Conform recensământului din 2001, majoritatea populației comunei Seredînka era vorbitoare de ucraineană (97,87%), existând în minoritate și vorbitori de rusă (2,13%).